# Villagrazia
Villagrazia è la quindicesima unità di primo livello di Palermo.
Fa parte della III Circoscrizione.

## Descrizione
È caratterizzata da un piccolo centro abitato di origine rurale sui monti che da Palermo giungono di fronte a Monreale. Ricade nel territorio del quartiere Villagrazia-Falsomiele. Il piccolo centro abitato di Villagrazia si raggiunge dall’omonimo svincolo della Circonvallazione di Palermo per la Strada statale 624 Palermo-Sciacca: da lì, tra tortuose strade rurali e panoramiche si giunge a Villaciambra, (comune di Monreale) sulle montagne che fanno da confine con il comune di Palermo.
La storia della zona nasce da un convento quattrocentesco. In seguito, attorno a questo convento, sorse un villaggio agricolo detto della Grazia che si ampliò col passare del tempo. La borgata deve la sua origine a Villa Fernandez Crima, posta in via Crimi, fondata dal marchese Giuseppe Fernandez alla fine del seicento e poco dopo passata ai Crima, attorno a cui si può individuare il primitivo insediamento. Questa piccola villetta presenta, sul gradevole arco che dà accesso al giardino, una scultura del Genio di Palermo, menzionata dalle note del Villabianca. Nel 1866 il convento venne chiuso, e in seguito una parte di esso venne consegnato al municipio. La zona del vecchio convento prese il nome di Grazia Vecchia. Il nome cambiò poi in Grazia Nuova e nell'attuale Villagrazia.
Il quartiere risulta composto da una parte antica (il vecchio centro rurale-nella parte al confine del territorio comunale) e da una parte moderna (tra la Circonvallazione e la suddetta parte antica). Quest'ultima è composta da moderni residences, ville lussuose e tratti di aperta ed incontaminata campagna.
Sul suo territorio si trova anche la Centrale idroelettrica di Casuzze, costruita all'inizio degli anni '20.